# Radostné Česko
Radostné Česko (zkratka RČ) byla česká politická strana, která vznikla v srpnu 2017 proměnou z iniciativy Radostné Česko bez EET. Straně předsedal Boleslav Buzek. 
Strana byla výrazně proti EET a bývalému premiérovi Andreji Babišovi. Po vypuknutí ruské invaze na Ukrajinu v roce 2022 strana vystupovala proukrajinsky.
Strana byla Nejvyšším správním soudem pozastavena 16. března 2022. NSS stranu rozpustil 12. prosince 2023.

## Výsledky

### Poslanecká sněmovna
| Volby | Hlasy | %    | Mandáty | Poznámky                                                                                    |
| ----- | ----- | ---- | ------- | ------------------------------------------------------------------------------------------- |
| 2017  | 3 852 | 0,07 | 0/200   | Strana kandidovala v 11 krajích (nekandidovala v Karlovarském, Ústeckém a Libereckém kraji) |

### Evropský parlament
| Volby | Hlasy  | %    | Mandáty | Poznámky                                  |
| ----- | ------ | ---- | ------- | ----------------------------------------- |
| 2019  | 15 492 | 0,65 | 0/21    | Strana byla součástí Koalice Svobodní, RČ |